# シビル・バウアー
シビル・ロリーナ・バウアー (Sybil Lorina Bauer、1903年9月18日 - 1927年1月31日) はアメリカの競泳選手。オリンピック金メダリストであり、世界記録を保持していたこともある。1924年のパリオリンピックにアメリカ代表で出場し、100m背泳ぎで金メダルを獲得した。
イリノイ州シカゴ生まれ。親はノルウェー人の移民であった。シカゴのシュルツ高等学校を卒業し、その後はイリノイ州エバンストンにあるノースウェスタン大学に入学した。1921年から1926年にかけて、主に背泳ぎにおいて23回女子競泳の世界記録を打ち立てた。1922年にバミューダで行われた大会では、440ヤード背泳ぎを6分24秒8で泳ぎ、当時の記録を約4秒塗り替えた。また、これにより男子の記録を抜かした初の女性となった。しかし、非公式な大会で出されたものだったため、記録も非公式なものとなってしまった。
1924年のパリオリンピックにアメリカ代表で出場し、女子100m背泳ぎで金メダルを獲得した。2位のフィリス・ハーディングに4秒以上差をつける1分23秒2でゴールした。
後にテレビで司会者として活躍するエド・サリヴァンと婚約していたが、大学4年生であった23歳のときに癌のため亡くなった。1967年に「栄誉ある選手」として国際水泳殿堂入りした。シカゴのマウントオリーブ墓地に埋葬されている。